# Dániel Zsóri
Dániel Zsóri (Oradea, 14 ottobre 2000) è un calciatore rumeno naturalizzato ungherese.
attaccante dell'UTA Arad e vincitore del Premio Puskàs FIFA per il miglior gol dell'anno nel 2019.

## Biografia
Zsóri è nato a Oradea, la vecchia Nagyvárad ungherese, in Transilvania. il 14 ottobre 2000. È cresciuto a Satu Nou comune di Mișca cittadina abitata prevalentemente da ungheresi, nella contea di Arad. Detiene la doppia cittadinanza rumena e ungherese. Ha dichiarato che preferirebbe giocare per la squadra nazionale ungherese rispetto a quella rumena se gli fosse data l'opportunità.

## Carriera

### Club
A 10 anni, si è trasferito a Békéscsaba per giocare nell'accademia giovanile di Békéscsaba 1912 Előre.
Il Debrecen ingaggiò Zsóri nel settembre 2017. È stato promosso nella loro squadra senior nel 2018-19 dal manager András Herczeg, che lo ha selezionato per una partita della Magyar Kupa contro il Teskánd, il 31 ottobre 2018. Zsóri ha fatto il suo debutto nel Nemzeti Bajnokság I durante un incontro casalingo contro la capolista Ferencváros il 16 febbraio, subentrando per un attaccante e segnando in sforbiciata al novantesimo minuto al Nagyerdei Stadion per il definitivo 2-1 del Debrecen. Il gol è stato anche selezionato per il premio FIFA Puskás., vincendo il Puskás Award ai The Best FIFA Football Awards 2019.
Il 1º settembre 2019, Zsóri è stato ceduto ai detentori della Magyar Kupa, il Fehérvár. Spesso tra panchina e tribu chiude la stagione con solo 5 presenze. La stagione seguente viene mandato in prestito al Budafok appena promosso nella massima serie, dove in breve tempo figura sia in campionato che in coppa chiudendo il bottino personale di 25 presenze e otto reti, non riuscendo comunque a salvare dalla retrocessione la squadra rossonera.
Dopo essere rientrato dal prestito, un infortunio lo tiene fermo parecchi mesi riuscendo a giocare solo pochi scampoli di partita con la squadra riserve, durante il mercato invernale per fargli recuperare più minutaggio possibile dall'infortunio viene prestato al Zalaegerszeg dove viene impiegato sia in prima squadra, che in quella riserve. Al termine del campionato non viene riscattato, tornando nuovamente alla base. Successivamente si acasa a titolo definitivo all'MTK Budapest, appena retrocesso in seconda divisione, anche qui è impiegato nella squadra riserve. Dopo aver riconquistato subito la promozione in massima serie, arrivando alle spalle del Diósgyőr vincitrice del campionato, il 18 gennaio 2024 dopo una prima parte di stagione deludente passa in prestito al Budafok già sue ex club nella stagione 2020-21.

### Nazionale
Nel novembre 2020 il ct Zoltán Gera lo convoca con la Nazionale ungherese Under-21, con la quale scende in campo contro la Russia vinta 2-0.

## Statistiche

### Presenze e reti nei club
Statistiche aggiornate al 17 marzo 2024.
| Stagione               | Squadra                | Campionato             | Campionato | Campionato | Coppe nazionali | Coppe nazionali | Coppe nazionali | Coppe continentali | Coppe continentali | Coppe continentali | Altre coppe | Altre coppe | Altre coppe | Totale | Totale |
| Stagione               | Squadra                | Comp                   | Pres       | Reti       | Comp            | Pres            | Reti            | Comp               | Pres               | Reti               | Comp        | Pres        | Reti        | Pres   | Reti   |
| ---------------------- | ---------------------- | ---------------------- | ---------- | ---------- | --------------- | --------------- | --------------- | ------------------ | ------------------ | ------------------ | ----------- | ----------- | ----------- | ------ | ------ |
| gen.-giu. 2019         | Debrecen               | NBI                    | 13         | 1          | MK              | 7               | 1               | -                  | -                  | -                  | -           | -           | -           | 20     | 2      |
| lug.-ago. 2019         | Debrecen               | NBI                    | 2          | 0          | MK              | -               | -               | UEL                | 3                  | 0                  | -           | -           | -           | 5      | 0      |
| Totale Debrecen        | Totale Debrecen        | Totale Debrecen        | 15         | 1          |                 | 7               | 1               |                    | 3                  | 0                  |             | -           | -           | 25     | 2      |
| ago. 2019              | Debrecen II            | NBIII                  | 2          | 4          | -               | -               | -               | -                  | -                  | -                  | -           | -           | -           | 2      | 4      |
| ago.-nov. 2019         | MOL Fehérvár II        | NBIII                  | 4          | 2          | -               | -               | -               | -                  | -                  | -                  | -           | -           | -           | 4      | 2      |
| ago. 2019-gen. 2020    | MOL Fehérvár           | NBI                    | 5          | 0          | MK              | 2               | 0               | UEL                | -                  | -                  | -           | -           | -           | 7      | 0      |
| gen.-giu. 2020         | Budaörs                | NBII                   | 4          | 1          | MK              | -               | -               | -                  | -                  | -                  | -           | -           | -           | 4      | 1      |
| 2020-2021              | Budafok                | NBI                    | 21         | 3          | MK              | 5               | 5               | -                  | -                  | -                  | -           | -           | -           | 26     | 8      |
| 2021-gen. 2022         | MOL Fehérvár II        | NBIII                  | 4          | 1          | -               | -               | -               | -                  | -                  | -                  | -           | -           | -           | 4      | 1      |
| Totale MOL Fehérvár II | Totale MOL Fehérvár II | Totale MOL Fehérvár II | 8          | 3          |                 | -               | -               |                    | -                  | -                  |             | -           | -           | 8      | 3      |
| gen.-giu. 2022         | Zalaegerszeg II        | NBIII                  | 3          | 4          | -               | -               | -               | -                  | -                  | -                  | -           | -           | -           | 3      | 4      |
| gen.giu. 2022          | Zalaegerszeg           | NBI                    | 9          | 3          | MK              | -               | -               | -                  | -                  | -                  | -           | -           | -           | 9      | 3      |
| 2022-2023              | MTK Budapest II        | NBIII                  | 3          | 3          | -               | -               | -               | -                  | -                  | -                  | -           | -           | -           | 3      | 3      |
| 2023-gen. 2024         | MTK Budapest II        | NBIII                  | 2          | 2          | -               | -               | -               | -                  | -                  | -                  | -           | -           | -           | 2      | 2      |
| Totale MTK Budapest II | Totale MTK Budapest II | Totale MTK Budapest II | 5          | 5          |                 | -               | -               |                    | -                  | -                  |             | -           | -           | 5      | 5      |
| 2022-2023              | MTK Budapest           | NBII                   | 20         | 6          | MK              | 3               | 1               | -                  | -                  | -                  | -           | -           | -           | 3      | 1      |
| 2023-gen. 2024         | MTK Budapest           | NBI                    | 10         | 0          | MK              | 2               | 1               | -                  | -                  | -                  | -           | -           | -           | 12     | 1      |
| Totale MTK Budapest    | Totale MTK Budapest    | Totale MTK Budapest    | 30         | 6          |                 | 5               | 2               |                    | -                  | -                  |             | -           | -           | 35     | 8      |
| gen.-giu. 2024         | Budafok                | NBII                   | 6          | 2          | MK              | -               | -               | -                  | -                  | -                  | -           | -           | -           | 6      | 2      |
| Totale Budafok         | Totale Budafok         | Totale Budafok         | 27         | 5          |                 | 5               | 5               |                    | -                  | -                  |             | -           | -           | 32     | 10     |
| Totale Carriera        | Totale Carriera        | Totale Carriera        | 108        | 32         |                 | 19              | 7               |                    | 3                  | 0                  |             | -           | -           | 126    | 38     |

## Palmarès

### Individuale
- FIFA Puskás Award: 1

2019 (16 febbraio 2019: Debrecen - Ferencváros 2-1)
- Gol dell'anno della NBI: 1

2018-2019